# USS West Virginia (1921)
USS West Virginia (BB-48) var et krigsskib som blev bombet og sank til lav grund under angrebet på Pearl Harbor, hvor hun blev stående et halvt år inden hun blev bjærget. To år efter angrebet var skibet blevet repareret og moderniseret og genindsat i aktiv tjeneste.
| Militær | Spire Denne artikel om militær er en spire som bør udbygges. Du er velkommen til at hjælpe Wikipedia ved at udvide den. |